# Тагиров, Тагир Курбанович
Тагир Курбанович Тагиров (род. 23 февраля 1996) — российский самбист, призёр чемпионатов России по самбо, мастер спорта России.

## Спортивная карьера
В октябре 2019 года в Казани завоевал серебро международного турнира «Кубок Президента Республики Татарстан». В ноябре 2019 года впервые в истории самбо Дагестана поехал на чемпионат мира в южнокорейский Сеул.

## Спортивные результаты
- Чемпионат России по самбо 2019 — ;
- Чемпионат России по самбо 2022 — ;
- Чемпионат Европы по самбо 2019 — ;